# Betlejem Poznańskie
Betlejem Poznańskie – coroczna impreza kulturalno-rozrywkowa, związana z okresem Adwentu i Bożego Narodzenia, organizowana na Starym Rynku w Poznaniu od 2000.
Impreza rozpoczyna się wraz z nadejściem Adwentu, a kończy 23 grudnia. Centralnym punktem jest szopka bożonarodzeniowa z żywymi zwierzętami i zlokalizowana obok niej duża scena, na której odbywają się koncerty muzyczne, konkursy i inne działania artystyczne oraz rozrywkowe. Wokół rozstawione są liczne stragany z wyrobami rękodzielniczymi, regionalnymi, żywnością tradycyjną, grzanym winem i ciepłymi posiłkami. Atmosfera przypomina niemieckie Weihnachtsmarkty.
Oprócz stałych atrakcji, Betlejem Poznańskiemu towarzyszą też cykliczne imprezy, np. przeglądy grup kolędniczych, wybory poznańskiego Gwiazdora, warsztaty plastyczne, gry miejskie i inne. Najistotniejszy jest Międzynarodowy Festiwal Rzeźby Lodowej, organizowany od 2006. Do miasta przybywa też Betlejemskie Światło Pokoju z Groty Narodzenia w Betlejem. Życzenia składają sobie wtedy władze miejskie, korpus konsularny i rektorzy poznańskich uczelni.

## Galeria

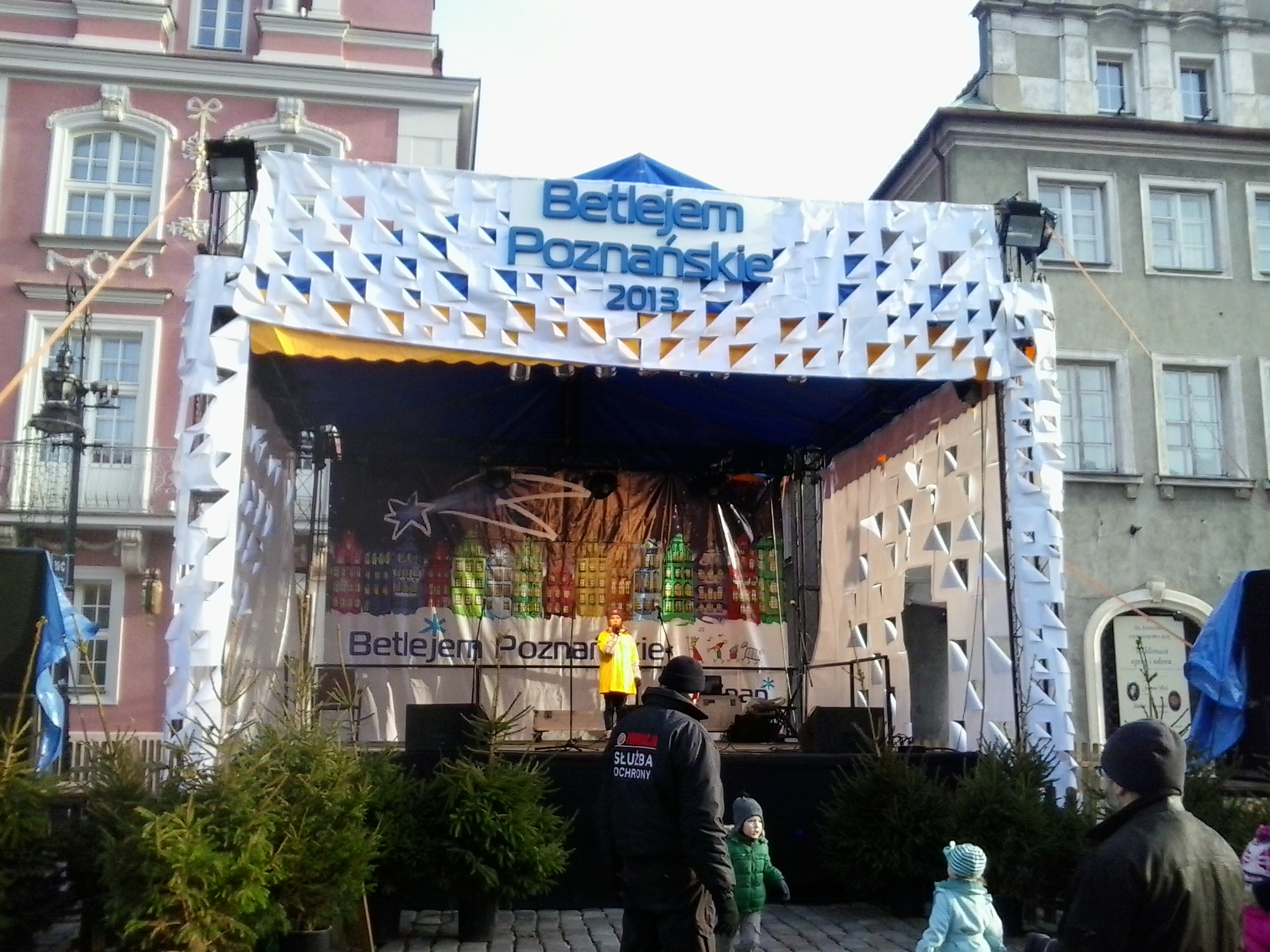
Scena w 2013
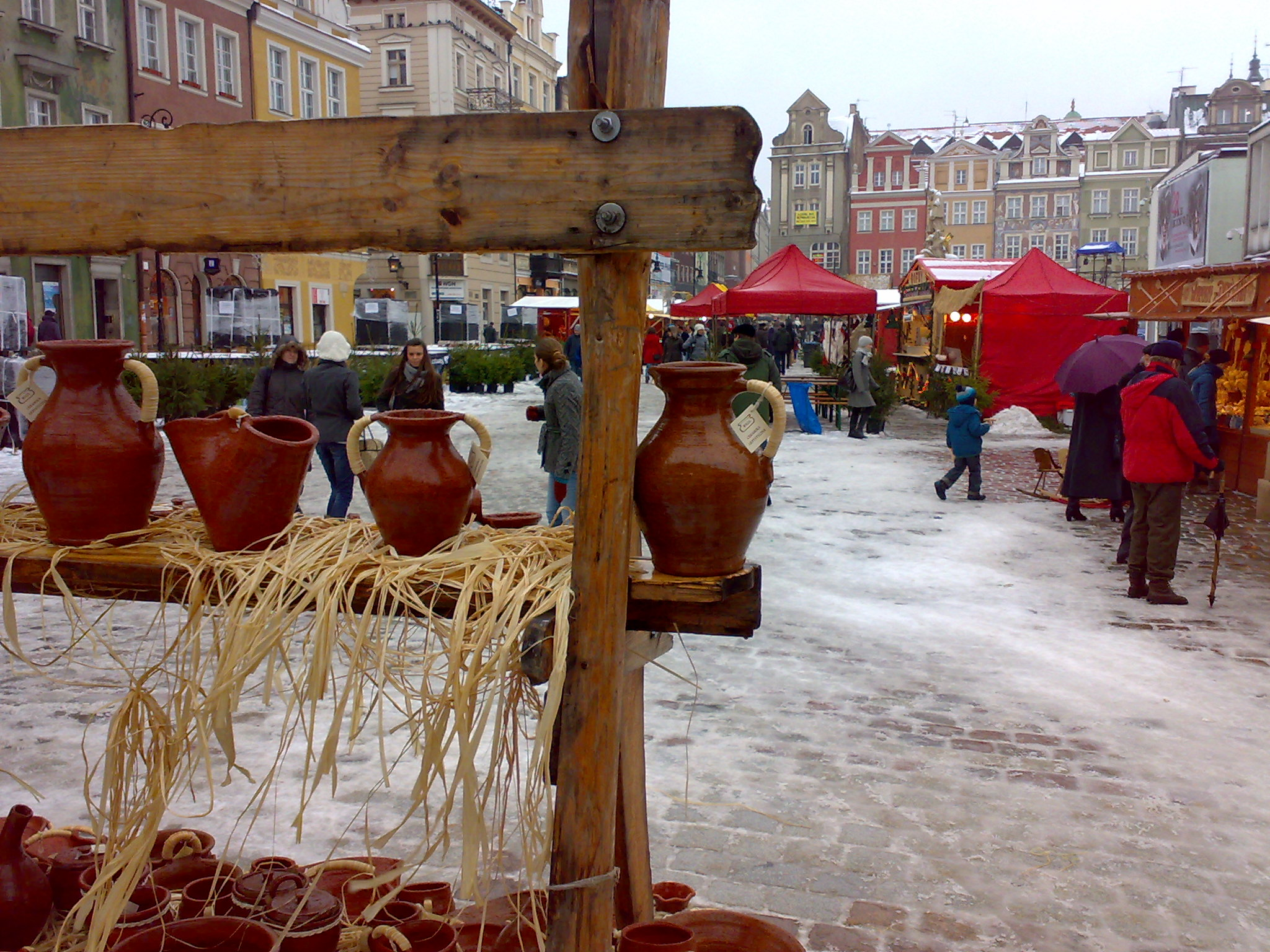
Część handlowa w 2010